# 패트릭 브리스토우

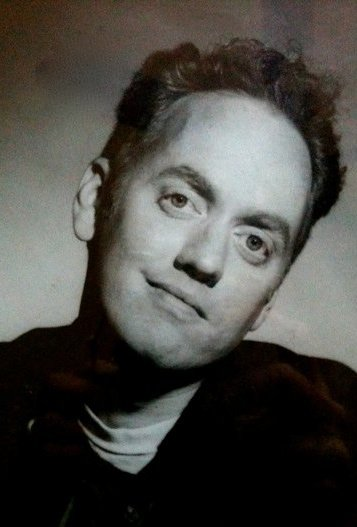

패트릭 브리스토(Patrick Bristow, 1962년 9월 26일 ~ )는 미국의 희극인, 배우이다.
로스앤젤레스에서 태어났다.

## 출연 작품
- 포르노 메이커 (2014, My Trip to the Dark Side)
- 올 어바웃 이블 (2010년) - 피터 조지 역
- 지미 앤 주디 (2006년)
- 롱기스트 야드 (2005년)
- 베토벤 4 (2001년)
- 오스틴 파워 - 제로 (1997년)
- 다크 씨크리트 (1995년)
- 쇼걸 (1995년)
- 공포 비행 (1994년)
- 그래서 난 도끼 부인과 결혼했다 (1993년)
- 마법의 타자기 (1991년)

### 텔레비전
- 프렌즈 (1999)
- 쇼킹 패밀리 (1999-2000) - 목소리
- 잭과 코디, 우리집은 호텔 스위트 룸 (2005-08)
- 킹 오브 더 힐 (2007-09) - 목소리